# آژانس اطلاعات ایالات متحده
آژانس اطلاعات ایالات متحده (انگلیسی: United States Information Agency) یا یواس‌آی‌ای (USIA) نهادی بود که از سال ۱۹۵۳ تا ۱۹۹۹ در آمریکا مسئولیت دیپلماسی عمومی و اطلاع‌رسانی سیاسی در رسانه‌ها را بر عهده داشت. در سال ۱۹۹۹ مسئولیت‌های رسانه‌ای این نهاد به هیئت رئیسه سخن پراکنی (بی‌بی‌جی) منتقل شد و عملکردهای تبادل تجربه و عملکردهای غیر رسانه‌ای آن به یک نهاد تازه دیگر به نام معاونت وزارت خارجه در امور عمومی و دیپلماسی عمومی واگذار شد.
یواس‌آی‌ای پیش از این در خارج از آمریکا با نام سرویس اطلاعات ایالات متحده شناخته می‌شد.